# Ischnoderma albotextum
Ischnoderma albotextum är en svampart som först beskrevs av Lloyd, och fick sitt nu gällande namn av D.A. Reid 1973. Ischnoderma albotextum ingår i släktet Ischnoderma och familjen Fomitopsidaceae.   Inga underarter finns listade i Catalogue of Life.